# Horneburg
Horneburg är en kommun (köping) och ort i Landkreis Stade i förbundslandet Niedersachsen i Tyskland.
Kommunen ingår i kommunalförbundet Samtgemeinde Horneburg tillsammans med ytterligare fyra kommuner.